# Penza
Penza (Russisch: Пенза) is een stad in Rusland, hoofdstad van de gelijknamige oblast, gelegen op het Wolgaplateau aan de rivier de Soera, zo'n 600 km ten zuidoosten van Moskou.
De stad is een belangrijk knooppunt van spoorwegen en beschikt over een luchthaven, die sinds 2004 weer geopend is voor de burgerluchtvaart.

## Geschiedenis
Penza werd gesticht in 1663 als grenspost op de toenmalige zuidoostgrens van Rusland. De stad draagt de naam van de rivier waaraan ze oorspronkelijk werd gebouwd. Doordat Penza een grensstad was, waren de vroege huizen vooral van hout en werden ze zonder centraal plan gebouwd. De eerste stenen huizen verrezen pas aan het begin van de 19e eeuw.

## Chemische wapens
Net buiten Penza bevindt zich de chemische-wapenfabriek Leonidovka, waar bijna 7000 ton zenuwgas opgeslagen is. Sinds de Tweede Wereldoorlog dient de stad als regionaal én internationaal centrum van de chemische-wapenindustrie. In 1993 bleek uit bodemonderzoek dat de hoeveelheid arseen en dioxine ver boven de toegestane waarden lag. In 2001 is men begonnen de bodem te saneren.

## Onderwijs en cultuur
Penza is een regionaal centrum voor hoger onderwijs. Er zijn vijf universiteiten, waaronder een technische en een landbouwuniversiteit, en diverse hogescholen, waaronder een economische hogeschool en een opleidingsinstituut voor artillerie-ingenieurs. Daarnaast beschikt de stad over drie theaters en vier musea.

## Geboren in Penza
- Vsevolod Meyerhold (1874-1940), regisseur, acteur en producent
- Vsevolod Poedovkin (1893-1953), filmregisseur en filmtheoreticus
- Aleksandr Melentjev (1954-2015), Olympisch schutter
- Sergej Jasjin (1962-2022), ijshockeyer
- Aleksandr Samokoetjajev (1970), kosmonaut
- Viktor Boerajev (1982), snelwandelaar
- Yelena Dembo (1983), internationaal meester in het schaken
- Natalja Lavrova (1984-2010), gymnast en Olympisch deelneemster
- Maria Lvova-Belova (1984), politica
- Jevgeni Popov (1984), wielrenner en veldrijder
- Jekaterina Lisina (1987), basketbalspeelster
- Sergej Peroenin (1988), zwemmer
- Denis Ajrapetjan (1997), shorttracker